# Манкермен

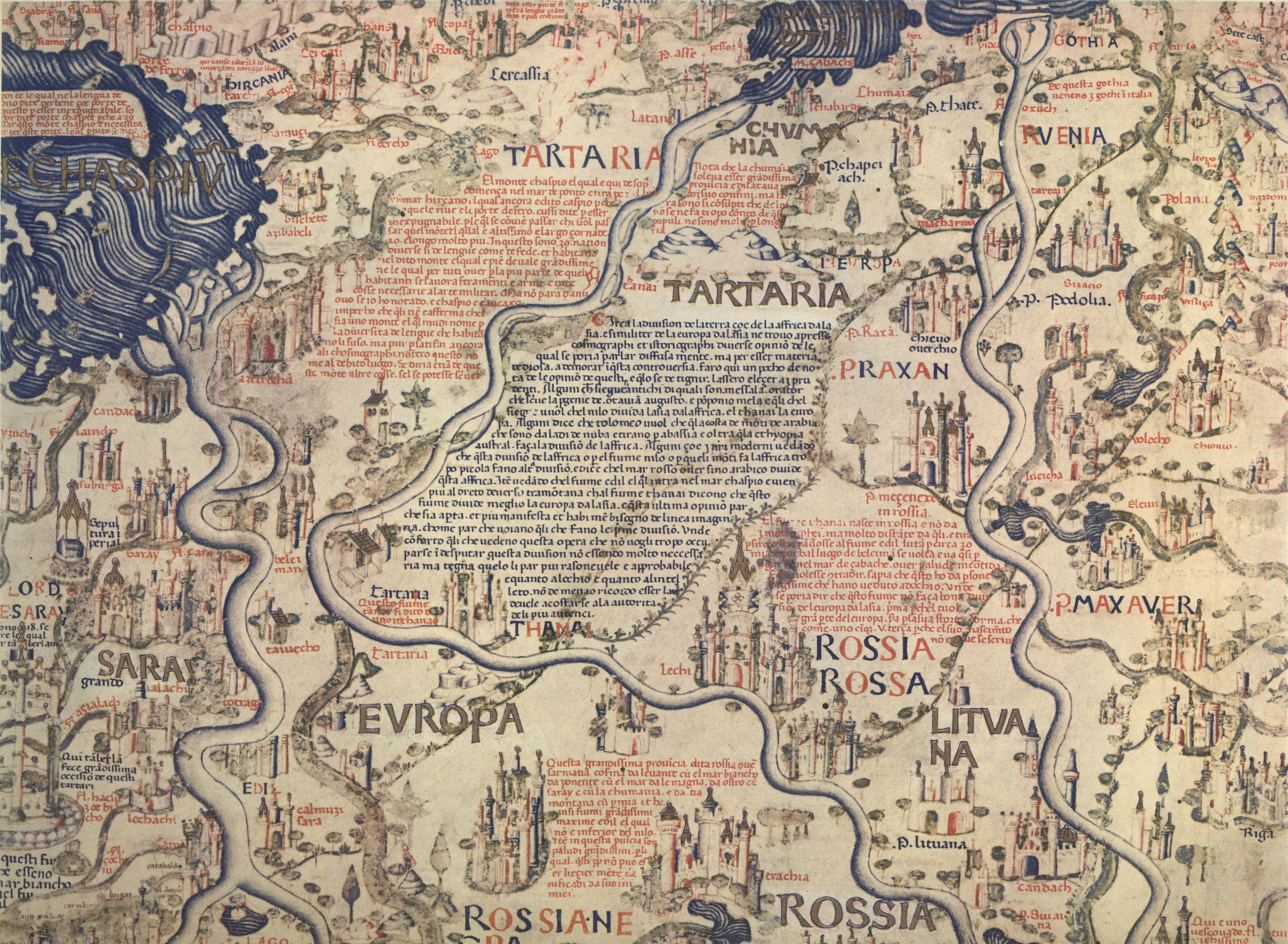
Манкермен («Макармі») на карті Фра Мавро 1459 року

Манкермен (Манкерман) — одна з історичних назв Києва, що зустрічається в джерелах XIII—XVIII сторіч. Зазвичай його перекладають, як «велике» або «славне місто».
В джерелах вперше згадане під 1242 роком Рашид ад-Діном, в його розповіді про похід хана Бату до Європи.
Назва «Манкермен» за походженням є виразно тюркською (слово «керман/кермен» із значенням «фортеця», «місто» є огузьким або кипчацьким запозиченням з огурських мов), тому припускають, що вона побутувала вже в XI—XII сторіччях і була запозичена в кипчаків монголами, а від них — європейцями.
Він назви Манкерман походить і назва Манкерманського улусу, що виник після утворення Улусу Джучі.